# Stapelheber
Stapelheber, auch Stapellifte sind maschinelle Hilfsgeräte zum Heben von Papier- oder Kartonstapeln. Angewendet werden sie in der polygrafischen Industrie und zwar meist als Bestandteil kompletter Schneideanlagen.

## Funktion
Stapelheber bestehen aus einem stabilen Grundgestell mit Hubplattform. Komplette Papierstapel werden in der Regel mit Hilfe eines Gabelhubwagens auf die Hubplattform gestellt. Auf Knopfdruck wird der Stapel auf der Plattform jeweils so weit nach oben gehoben, dass sich die Stapeloberkante auf der Arbeitshöhe des Anlagenbedieners befindet. Dies wird durch eine Fotozelle ständig überprüft und nachkorrigiert.
Der Bediener kann dann die oberste Lage direkt auf Arbeitshöhe übernehmen, ohne sich bücken zu müssen. Er legt das Material lagenweise in die Schüttelmaschine, wo die Lage vor dem Schneidprozess plan gerüttelt wird. Die meisten Stapelheber können optional mit einem Winkelanschlag ausgestattet werden und unterstützen den Bediener der Schneideanlage dann beim Absetzen der fertig geschnittenen Produkte.
Die automatisierten Abläufe entlasten den Bediener und steigern die Auslastung der Schneidemaschine.
Im Gegensatz zu mobilen (Gabel-)Hubwagen, werden Stapelheber stationär eingesetzt und können nicht als Transportmittel im Unternehmen genutzt werden.

## Arbeitsmedizinische Bewertung
Die Berufsgenossenschaft Druck und Papierverarbeitung erläutert: „Das Anlegen und Abstapeln von Papier kann zu Belastungen der Wirbelsäule führen. Deshalb ist es wichtig, Abstapel- und Anlegearbeitsplätze mit Stapelhebern auszurüsten. Nicht die Schwere der Last allein, sondern hauptsächlich das Bücken schadet auf lange Sicht gesehen der Wirbelsäule, auch bei relativ geringen Einzelgewichten...“